# Mount Darnley
Mount Darnley ist ein 1100 m hoher Berg im südzentralen Teil von Bristol Island im Archipel der Südlichen Sandwichinseln.
Wissenschaftler der britischen Discovery Investigations kartierten ihn 1930 von Bord der Discovery II. Namensgeber ist Ernest Rowland Darnley (1875–1944), Vorsitzender des Ausschusses zu den Discovery Investigations von 1923 bis 1933.